# Multifonctionnalité (agriculture)
En agronomie et en politique agricole, la multifonctionnalité est un concept qui vise à prendre en compte la diversité des utilités économiques, sociales et environnementales de l’agriculture : « fonction économique de production de biens et de services, fonction sociale d’occupation du territoire et d’emplois, fonction d’animation du monde rural et de transmission d’un patrimoine culturel spécifique et fonction écologique de gestion de l’environnement et d’entretien de l’espace rural ».

## Historique
Cette notion est devenue particulièrement populaire dans les années 1990, avant de voir son usage disparaitre progressivement dans la première moitié des années 2000.
Elle est introduite pour la première fois au Sommet de la terre de Rio, en 1992. Elle s’inscrit dans un contexte caractérisé par la nécessité de répondre aux besoins alimentaires d’une population croissante tout en assurant un développement durable. Elle est très présente dans l’Agenda 21 élaboré à cette occasion et s’applique également au secteur forestier. Dans le cadre de l'Agenda 21, elle s'applique aux politiques agricoles nationales et communautaires (cas de l’union européenne) et aux règles commerciales internationales.
Dans le cadre des accords commerciaux internationaux négociés à l'Organisation Mondiale du Commerce, elle est mentionnée dans les accords issus du cycle de négociation de l’Uruguay, qui portent notamment sur le commerce agricole. Lors de la conférence de l’OMC de Doha, l’importance de la multifonctionnalité de l’agriculture pour les pays les moins avancés est explicitement mentionnée. Le cycle de négociation de Doha voit s’opposer le groupe des « Amis de la Multifonctionnalité » (Union Européenne, Japon, Norvège, Suisse, Corée), favorable à des politiques agricoles protectionnistes au nom de la multifonctionnalité, et le groupe de Cairns, composé de pays agro-exportateurs, qui défendent une politique de libéralisation totale du secteur agricole. Le groupe des pays en développement et des pays les moins avancés rejette ces deux points de vue. Il met en avant l’importance de la sécurité alimentaire et le rôle de l’agriculture pour leur développement mais reproche à la multifonctionnalité d’être une forme de protectionnisme déguisé mis en place par les pays riches. Le groupe des amis de la multifonctionnalité se dissout ensuite et n’existe plus lors de la conférence de Cancun de 2003.
Dans les autres instances onusiennes, le concept de multifonctionnalité est également débattu. En 1999, la FAO organise une conférence à Maastricht sur « Le caractère multifonctionnel de l’agriculture et des territoires ». La conférence se conclut sur un rejet de la notion de multifonctionnalité, une majorité de pays lui reprochant un caractère potentiellement protectionniste. La notion de multifonctionnalité est ensuite rejetée par les pays en développement au sommet de Johannesburg de 2002 et n’apparait pas dans le compte rendu de la conférence.
Au niveau des politiques agricoles nationales et communautaires, le concept est intégré dans l’Agenda 2000, rédigé dans le cadre de la réforme de la Politique Agricole Commune européenne (PAC) de 1999. La multifonctionnalité est notamment intégrée au second pilier de la PAC (le développement rural), créé à cette occasion. Néanmoins, le concept est transformé puisqu'il s'applique à la ruralité et non plus à l'activité agricole.
En France, la multifonctionnalité est intégrée à la Loi d’Orientation Agricole de 1999 et se traduit concrètement dans le contrat territorial d’exploitation (CTE ). Le CTE sera supprimé après le retour de la droite au pouvoir en 2002. La complexité et le cout du CTE ont contribué à sa disparition, ainsi qu’un manque de soutien des organismes professionnels agricoles. Le concept n’apparait pas dans la loi d’orientation agricole de 2006. Le concept de multifonctionnalité a néanmoins été réutilisé dans la Loi d'Avenir pour l'Agriculture, l'Alimentation et la Forêt de 2014, mais dans ce cadre ne s’applique qu’aux activités forestières.